# 马拉尼昂州新森特罗
马拉尼昂州新森特罗（葡萄牙語：Centro Novo do Maranhão）是巴西马拉尼昂州的一个市镇。总面积8294.828平方公里，总人口15049人，人口密度1.8人/平方公里。